# 2004-es Radio Disney Music Awards
A 2004-es Radio Disney Music Awards a harmadik díjátadó gála volt, amit a Radio Disney szervezett, a kaliforniai Burbankben. Hilary Duff nyerte a legtöbb díjat, éppúgy, mint 2003-ban.

## Jelöltek és győztesek
| - Hilary Duff - Avril Lavigne - JoJo - Usher - Lil' Romeo - Justin Timberlake - The Black Eyed Peas - Maroon 5 - The Cheetah Girls - "Come Clean" by Hilary Duff - "Don't Tell Me" – Avril Lavigne - "Leave (Get Out)" – JoJo - Ashlee Simpson - JoJo - Lindsay Lohan - Hilary Duff - Lindsay Lohan - Mandy Moore - "Drama Queen (That Girl)" – Lindsay Lohan - "The Little Voice" – Hilary Duff - "Pieces of Me" – Ashlee Simpson | - "Cinderella" – Cheetah Girls - "What Dreams Are Made Of" – Hilary Duff - Drama Queen (That Girl)" – Lindsay Lohan - "The Math" – Hilary Duff - "Breakaway" – Kelly Clarkson - "Cinderella" – Cheetah Girls - "My Happy Ending" – Avril Lavigne - "Breakaway" – Kelly Clarkson - "The Little Voice" – Hilary Duff - "Leave (Get Out)" – JoJo - "Breakaway" – Kelly Clarkson - "Come Clean" by Hilary Duff - "Let's Get It Started" by The Black Eyed Peas - "Cinderella" – Cheetah Girls - "Girl Power" – Cheetah Girls - Hilary Duff és Haylie Duff - Cheetah Girls - Hilary Duff - Amanda Bynes - Lindsay Lohan |

## Fordítás
- Ez a szócikk részben vagy egészben  a(z)   2004 Radio Disney Music Awards című angol Wikipédia-szócikk ezen változatának fordításán alapul.  Az eredeti cikk szerkesztőit annak laptörténete sorolja fel. Ez a jelzés csupán a megfogalmazás eredetét és a szerzői jogokat jelzi, nem szolgál a cikkben szereplő információk forrásmegjelöléseként.